# Temelucha longicauda
Temelucha longicauda là một loài tò vò trong họ Ichneumonidae.